# Sint-Petruskerk (Baarlo)
De Sint-Petruskerk is de parochiekerk van Baarlo, gelegen aan Markt 2, in de Nederlandse gemeente Peel en Maas.
Op krap 200 meter naar het noordwesten staat de Sint-Antoniuskapel en op ongeveer 300 meter naar het zuidwesten staat de Sint-Annakapel.

## Geschiedenis
De eerste schriftelijke vermelding van kerk en toren van Baarlo dateert van 1498. Ook in 1575 was er sprake van een schriftelijke vermelding, evenals in 1657. Omtrent deze kerken is weinig archeologisch onderzoek gepubliceerd. Geleidelijk aan werd de kerk te klein, en een nieuwe kerk werd gebouwd. Deze werd in 1878 voltooid en architect was Pierre Cuypers. In 1932 werd de kerk vergroot onder architectuur van Joseph Franssen.
Op 18 november 1944 werd de kerk door de zich terugtrekkende Duitsers verwoest. Er zou een totaal nieuwe kerk worden gebouwd. In 1951 begon de bouw van deze kerk, waarvan Anton Swinkels de architect was. In 1952 werd deze kerk ingewijd en in 1955 werd de toren gebouwd.

## Gebouw
De kerk werd gebouwd in de historiserende basilicastijl, welke populair was in deze tijd. Een vlak plafond, ronde bogen, een ronde apsis, door een triomfboog afgescheiden van de kerk, zijn enkele kenmerken van deze stijl die ook in deze kerk te vinden zijn. De bakstenen basilicale kerk onder zadeldak heeft een portaal onder zadeldak, waarboven zich drie roosvensters bevinden, voorzien van glas-in-loodramen. Rechts bevindt zich de vierkante, aangebouwde toren met betonnen galmgaten en gedekt door een tentdak. Ook het schip bevat glas-in-loodramen van Joep Nicolas uit 1962. In de doopkapel vindt men glas-in-loodramen van Frans Slijpen. Dezelfde kunstenaar vervaardigde in 1958 de muurschildering in de apsis.
Er is een beeld van Odilia van Keulen, een heilige waarvan sinds de eerste helft van de 19e eeuw relieken aanwezig zijn en waarheen een zekere pelgrimage bestaat.
Het orgel is gebouwd door Pereboom in 1952.